# Ziges
Els ziges (en llatí: zygi, en grec antic Ζύγιοι) eren un poble salvatge de la Sarmàcia Asiàtica que vivien prop de l'Euxí, a les muntanyes que s'estenen des del Caucas fins al Bòsfor Cimmeri.
Segons Estrabó, eren en part pastors nòmades i en part bandolers i pirates. Per exercir la pirateria tenien unes naus especialment adaptades. Esteve de Bizanci els anomena zigrians (Ζυγριανοί). Plini el vell, que els anomena zigae, diu que vivien a la regió del riu Tanais.